# Museum voor Finse architectuur
Het Museum voor Finse architectuur (Fins: Suomen arkkitehtuurimuseo, Zweeds: Finlands arkitekturmuseum) is een museum in de Finse hoofdstad Helsinki, waar het zich bevindt in de wijk Kaartinkaupunki.
Het werd opgericht in 1956 en is daarmee het op een na oudste museum gewijd aan architectuur. Het museum komt voor uit het in 1949 opgerichte fotoarchief van de Finse architectenbond (Suomen Arkkitehtiliitto). In de beginjaren bevond het museum zich in het stadspark Kaivopuisto, maar in 1981 verhuisde het museum naar een oud gebouw van de Universiteit van Helsinki, niet ver van het Designmuseum.
Het museum beschikt over een collectie van ca. 350.000 ontwerptekeningen en 85.000 foto's en een bibliotheek van ruim 30.000 architectuurboeken.